# SMT Goupil G4
SMT Goupil G4 (Goupil G4) је професионални рачунар фирме SMT који је почео да се производи у Француској током 1985. године.
Користио је Intel 80186 микропроцесорску јединицу а RAM меморија рачунара је имала капацитет од 256 Kb (до 512 Kb на матичној плочи).
Као оперативни систем кориштен је MS DOS 2.11 са , прва верзија Microsoft Windows (MS-Windows 1).

## Детаљни подаци
Детаљнији подаци о рачунару Goupil G4 су дати у табели испод.
|                       |                                                         |
| [ 1 ]                 |                                                         |
| Произвођач            |                                                         |
| Тип                   | професионални рачунар                                   |
| Меморија              | 256 (до 512 на матичној плочи)                          |
| Поријекло             | Француска                                               |
| Година                | 1985                                                    |
| Тастатура             | одвојена тастатура са пуним помаком тастера, 83 тастера |
| Процесор              |                                                         |
| Фреквенција процесора | 8 .                                                     |
| RAM                   | 256 (до 512 на матичној плочи)                          |
| ROM                   | 16 . (BIOS)                                             |
| Текст                 | 25 линија x 40 / 80 знакова                             |
| Графика               | 640 x 400 монохроматски hercules мод                    |
| Боја                  | 4 / 16                                                  |
| Звук                  | унутрашњи звучник, тонски генератор                     |
| Димензије             | 16 x 38 x 37                                            |
| Портови               |                                                         |
| Оперативни систем     | 2.11 са , прва верзија                                  |